# Patrick Henry (criminel)
Pour les articles homonymes, voir Patrick Henry et Henry.
Patrick Daniel Henry, né le 31 mars 1953 à Troyes et mort le 3 décembre 2017 à Lille,, était un criminel français.
Le 30 janvier 1976, il enlève et tue Philippe Bertrand, alors âgé de sept ans. À la suite de l'arrestation de Patrick Henry le 17 février 1976, le présentateur du journal télévisé de TF1, Roger Gicquel, prononce la phrase « la France a peur », qui marque alors les esprits.
Le procès de Patrick Henry devient, par extension, celui de la peine de mort en France. Son avocat, Robert Bocquillon, est assisté par Robert Badinter. Ce dernier, fervent partisan de l'abolition de la peine de mort en France, convainc à l'époque la cour d’assises de ne pas condamner Patrick Henry à la peine capitale.
Condamné à perpétuité, Patrick Henry obtient une liberté conditionnelle et est libéré le 15 mai 2001 après plus de vingt-cinq ans de détention. L'année suivante, dans la nuit du 5 octobre 2002 au 6 octobre 2002, il est arrêté en Espagne avec une cargaison de près de dix kilogrammes de cannabis qu'il tentait de faire passer du Maroc en France, ce qui entraîne l'annulation de sa liberté conditionnelle et son retour en prison.
Gravement malade, il est finalement libéré le 15 septembre 2017 et meurt le matin du 3 décembre 2017 au Centre hospitalier universitaire (CHU) de Lille.

## Biographie

### Avant l’affaire
Natif de Troyes, Patrick Henry arrête sa scolarité à l'âge de quatorze ans et passe un CAP de cuisinier. Il est favorable à la peine de mort, et manifeste en faveur de la condamnation de Roger Bontems et Claude Buffet lors de leur procès à Troyes en juin 1972.
Il vit un temps de la vente de ficelles et de grillages aux agriculteurs, puis ouvre un magasin de bricolage dont il dilapide les fonds. En 1975, son magasin se trouve en cessation de paiement ; il a alors 22 ans.
Avant le meurtre de 1976, Patrick Henry a déjà un casier judiciaire. Il est connu par les services de police et de justice pour une série d'affaires.
Tout d'abord, travaillant au guichet d'une banque, il vole un chèque dans le chéquier de sa collègue de travail.
Il le remplit et se rend dans une autre agence bancaire pour encaisser l'argent. Le caissier — surpris par son âge et par le montant du chèque — prévient sa direction. La police l'arrête.
Il est alors condamné à 15 mois de prison avec sursis pour vol et faux en écriture.
Ensuite, il est poursuivi pour trois cambriolages commis dans la région de Troyes, alors qu'il est représentant de commerce.
À chaque fois les cambriolages sont suivis d'incendies. À chaque fois aussi, il est venu dans les heures ou les jours qui ont précédé pour rendre visite aux victimes. Pour ces faits, il est inculpé.
Il comparaît en justice, mais bénéficie de trois non-lieux pour insuffisance de preuves.
Enfin, il est également connu pour l’homicide d'un cyclomotoriste, qu'il tue accidentellement un week-end au volant de sa voiture de service, alors qu'il n'a pas le droit de la conduire ce jour-là.
Il est condamné à trois ans d'interdiction du permis de conduire.
Il écrit alors au président Valéry Giscard d'Estaing, lui expliquant qu'à cause de cela il va perdre son emploi. Sa peine est réduite à un an et demi d'interdiction de conduire.
Lors des perquisitions de l'affaire du meurtre de Philippe Bertrand, sont retrouvés dans le grenier des parents de Patrick Henry, des armes : carabine .22 Long Rifle, pistolet ; mais aussi chéquiers, bijoux et divers objets qui avaient été volés lors des cambriolages suivis d'incendies.
La décennie 1970 voit la multiplication des enlèvements contre rançon d'enfants de riches industriels (affaire Mérieux, affaire Cathalan) ou d'industriels eux-mêmes (affaire Empain). Le gang des Lyonnais s'essaye à cette pratique, créneau très risqué, mais très lucratif, avec l'enlèvement de Christophe Mérieux. Ce dernier sera libéré contre une rançon de 20 millions de francs. Ce sera le tour ensuite de Maxime Cathalan âgée de 20 mois. Elle est la fille de Jean-Claude Cathalan, alors dirigeant d'une filiale des laboratoires Roussel, et de Hiroko Matsumoto, une célèbre top-modèle japonaise de Pierre Cardin. Maxime Cathalan est rendue à ses parents contre une rançon d’1,5 million de francs le 23 juin 1975.

### Déroulement de l'enlèvement et du meurtre de Philippe Bertrand
Le 30 janvier 1976, vers 12 h, à Troyes, Patrick Henry enlève Philippe Bertrand, âgé de sept ans, à la sortie de son école de Pont-Sainte-Marie. Philippe devait aller chercher son frère Christophe, en maternelle à La Visitation et, avec lui, se rendre chez le fleuriste où leur père Gérald avait l’habitude de les récupérer. Mais Gérald Bertrand ne trouve à son arrivée que Christophe. À 12 h 20, Patrick Henry appelle la mère de Philippe, Marie-Françoise Bertrand, et lui demande une rançon d'un million de francs en échange de son fils. La mère du jeune capturé ne sait pas qui est au bout du fil, mais reconnaît la voix d'un homme.
La police alertée met en place un dispositif d'écoute téléphonique à leur domicile. À 18 h 16, Patrick Henry rappelle à partir d’une cabine téléphonique située à Bréviandes, dans la banlieue sud de Troyes. Il est localisé par la police judiciaire qui ne l'arrête pas, mais souhaite le suivre pour retrouver le lieu où est caché l'enfant. Deux voitures de police n'arriveront jamais sur place, car elles connaissent mal la région et se perdent. L'arrivée inopinée sur la place d'une estafette de la gendarmerie appelée en renfort du dispositif (les gendarmes étant apparemment non prévenus du piège mis en place), gyrophare et sirène allumés, effraie le ravisseur qui interrompt la conversation téléphonique et s'enfuit en traversant un ruisseau et en se cachant dans des fourrés. Il restera caché derrière des buissons plus de deux heures par moins de 10 °C. Le ravisseur se manifeste quelques jours plus tard par un message déposé dans la boîte aux lettres de Dominique Roy, curé de Pont-Sainte-Marie et proche de la famille Bertrand. Il donne les instructions pour le dépôt de la rançon, le 10 février.
Le jour dit, les policiers en planque guettent l’arrivée du ravisseur sur la place de parking d'un hôtel-restaurant de Montiéramey où le père a déposé un million de francs. Ils prennent en chasse le ravisseur au volant d’une Citroën DS blanche qui parvient à les semer, mais ils relèvent le numéro de plaque minéralogique. Celle-ci correspond à la voiture de Patrick Henry. La police l'arrête le 11 février à 6 heures du matin, dans un appartement qu'il partage avec son frère, rue de la République à Troyes. Au cours de sa garde à vue, il nie tout en bloc. Les hommes de l’OCRB (Office central pour la répression du banditisme), convaincus de sa culpabilité, le conduisent dans une forêt isolée pour une tentative de reconstitution des faits. Hors de toute procédure légale, le commissaire Charles Pellegrini, chef de l'OCRB, le menace de son arme et tire à côté de sa tête pour le faire craquer, sans succès. Faute de preuves ou d'aveux, la police le remet en liberté à l'issue de quarante-huit heures de garde à vue, le 13 février. Interrogé par les médias, Patrick Henry déclare qu'il est « innocent » et que « le véritable criminel mérite la peine de mort pour s'en être pris à un enfant ».
Il fait l'objet de filatures, sans résultat. Dans le même temps, la police montre sa photo à tous les patrons de cafés et d'hôtels de Troyes. C'est ainsi que le propriétaire de l’hôtel-restaurant « les Charmilles », rue Fortier, à Troyes, le reconnaît. Le gérant leur apprend que Patrick Henry y loue depuis le 23 janvier une chambre meublée au premier étage, sous un faux nom. Le 17 février 1976, la police l'arrête à nouveau alors qu'il tente de s'enfuir par la fenêtre de la chambre, et découvre sous le lit de sa chambre, le corps du petit Philippe, enroulé dans un tapis. Patrick Henry raconte à la juge d'instruction Marie-France Gérard qu'il a enlevé le garçon et l'a emmené dans la chambre de la pension où il l'a laissé regarder la télévision pendant qu'il allait demander la rançon. Ayant expliqué à l'enfant que ses parents avaient dû s'absenter en urgence et qu'ils l'avaient chargé de veiller sur lui jusqu'à leur retour, le garçon ne se méfie pas car Patrick Henry était un ami des Bertrand. Après l'épisode de la cabine téléphonique à Bréviandes, il serait revenu dans la chambre et aurait étouffé l'enfant avec un mouchoir car il ne supportait plus ses pleurs. Il serait alors parti quatre jours en Suisse pour skier avec un cousin et deux amies,,, avant de revenir demander la rançon. La police pense cependant qu'il a tué le garçon dès le début de sa captivité car l'enfant aurait pu le dénoncer une fois libéré.

### «La France a peur»
Le lendemain de l'arrestation de Patrick Henry, le 18 février, Roger Gicquel démarre le journal de 20 heures sur TF1 en déclarant : 

« La France a peur. Je crois qu'on peut le dire aussi nettement. […]  Oui, la France a peur et nous avons peur, et c'est un sentiment qu'il faut déjà que nous combattions je crois. Parce qu'on voit bien qu'il débouche sur des envies folles de justice expéditive, de vengeance immédiate et directe. […] »

Restée dans la mémoire collective, cette phrase est souvent raccourcie à sa seule introduction — La France a peur — et est sortie de son contexte pour faire l'objet de diverses interprétations. Elle a pour but d'introduire une mise en garde contre la tentation de justice expéditive,.
Dans la même émission, le ministre de l'Intérieur Michel Poniatowski, interrogé sur l'affaire, sort de sa réserve et déclare : « si j'étais juré, je me prononcerais pour la peine de mort ». Le même jour, le garde des Sceaux Jean Lecanuet abonde dans ce sens en réclamant au micro d'Europe 1 « une punition exemplaire ». La veille, le ministre de l'Équipement et maire de Troyes Robert Galley avait tenu des propos similaires. Au total, trois ministres du gouvernement réclament la tête de Patrick Henry dans les 24 heures qui suivent son arrestation. Leur volonté est partagée par des proches de l'accusé : son père Étienne, son frère Bertrand et son meilleur ami,.

### Procès

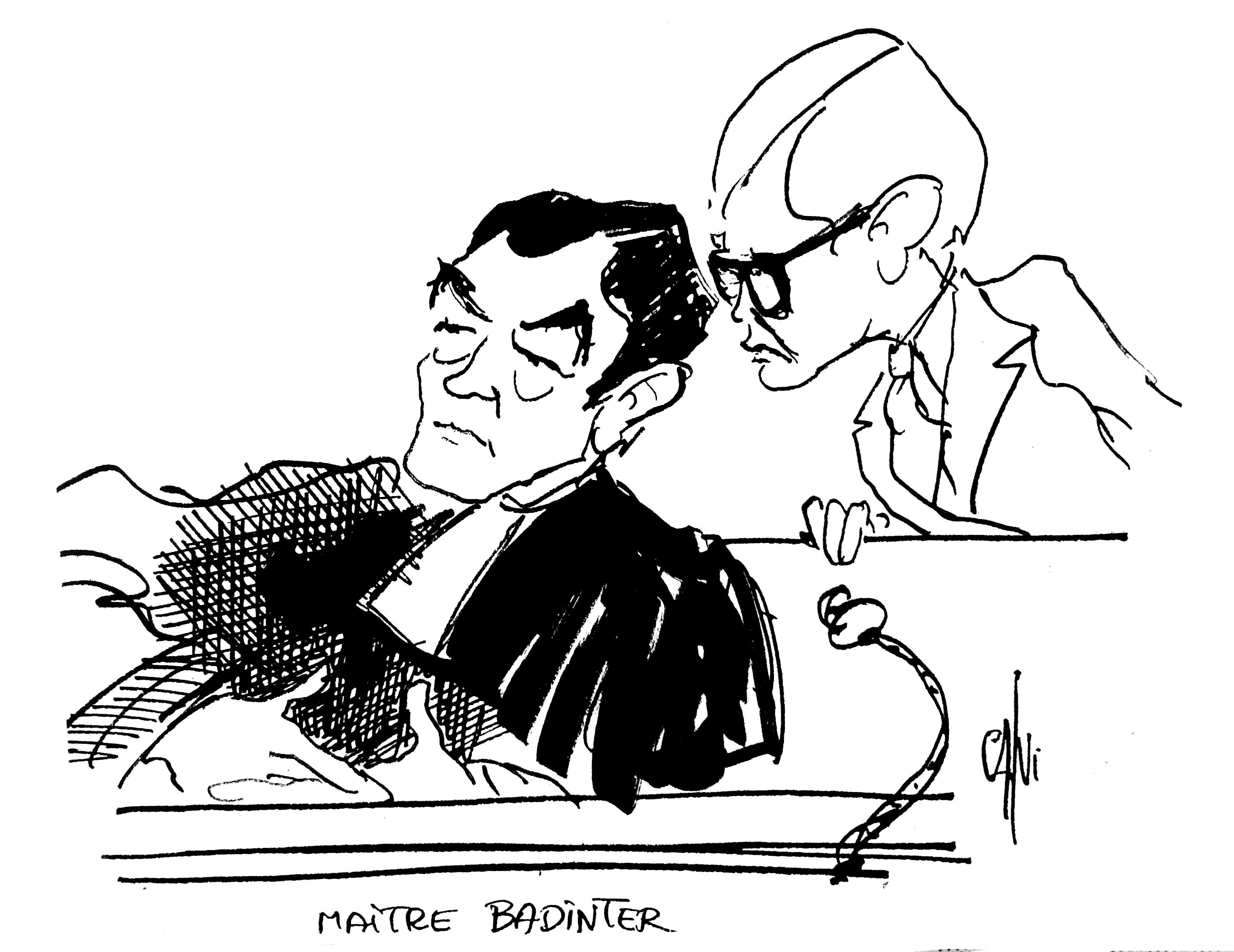
Robert Badinter et Patrick Henry lors du procès en janvier 1977 (dessin de Calvi).

Le procès de Patrick Henry est certainement l'un des plus célèbres de l'histoire judiciaire récente en France. Un mouvement de haine se manifeste à l'encontre de l'accusé dans l'opinion publique française, amplifié par le souvenir de son comportement devant les caméras de télévision après sa première garde à vue. Des éditorialistes et des hommes politiques réclament la peine de mort pour son crime.
Peu d'avocats veulent le défendre. Après le refus de l'ancien bâtonnier de Troyes Jean Bemer, Émile Pollak se déclare prêt à assurer la défense, et Jean-Denis Bredin argue qu'il est du devoir d'un avocat de défendre,,. Cependant, Robert Bocquillon, bâtonnier de l'ordre des avocats de Chaumont, se commet lui-même d'office à la défense de Patrick Henry. Il demande l'aide de Robert Badinter, fervent militant de l'abolition de la peine de mort en France.
Le procès s'ouvre le 18 janvier 1977. Robert Bocquillon se charge de défendre Patrick Henry, tandis que Robert Badinter, dans sa plaidoirie, fait le procès de la peine de mort. Il évoque notamment l'exécution par la guillotine de Claude Buffet et Roger Bontems, « le bruit que fait la lame qui coupe un homme vivant en deux ». S'adressant aux jurés, il leur dit : « Si vous décidez de tuer Patrick Henry, c'est chacun de vous que je verrai au petit matin, à l'aube. Et je me dirai que c'est vous, et vous seuls, qui avez décidé », dans le but de faire porter par les jurés la responsabilité d’une exécution en cas de rejet du pourvoi en cassation et de la grâce présidentielle, déjà refusée à Christian Ranucci dont les mobiles n'avaient pas été établis et qui semblait avoir, contrairement à Patrick Henry, commis un meurtre dans l'affolement après son accident de voiture,.
Dans le système judiciaire de l'époque, il fallait huit voix sur douze, refusant les circonstances atténuantes, pour que l'accusé soit condamné à la peine capitale. Reconnu coupable, Patrick Henry est condamné le 20 janvier à la réclusion criminelle à perpétuité, car seuls sept membres du jury ont voté sa condamnation à mort. Le Parisien, journal partisan de la peine de mort, laisse éclater sa stupéfaction : « Stupeur ! Patrick Henry sauve sa tête », tandis que L'Humanité titre « La peine de mort en échec ».
Après le procès, au moins trois membres du jury ont affirmé avoir voté contre la mort par conviction catholique, comme l'avait suggéré auparavant l'évêque de Troyes André Fauchet. Le 20 janvier 1977, lors de sa plaidoirie en tant qu'avocat des parties civiles, Joannès Ambre avait « évité de crier vengeance », suivant en cela les déclarations antérieures des parents de la victime, qui avaient déclaré à plusieurs reprises qu'ils ne voulaient pas la loi du talion.
Si le procès a eu une influence sur l'abolition de la peine de mort en France, effective en 1981, il ne coïncide pas avec la fin des exécutions en France. Deux personnes seront encore condamnées à mort et exécutées : Jérôme Carrein et Hamida Djandoubi. Il est relevé en particulier que la condamnation à mort de Jérôme Carrein, prononcée onze jours seulement après la fin du procès de Patrick Henry, est vue comme une « revanche » de l'autorité judiciaire sur le verdict de clémence de Henry. D'autres condamnations à mort seront prononcées, mais commuées par un pourvoi en cassation ou un recours en grâce.
Après le verdict, Patrick Henry déclare aux jurés : « Vous n'aurez pas à le regretter ».

### Liberté conditionnelle
Durant sa détention, dont cinq ans et demi passés en quartier de haute sécurité, Patrick Henry reprend des études qu'il avait arrêtées en cinquième et passe ainsi en prison son BEPC, son baccalauréat, une licence de mathématiques et un DUT en informatique. Par la voix de son avocat, Maître Bocquillon, on apprend qu'il a profité de ses années de détention pour lire tous les classiques de la littérature française. Il demande à sept reprises sa mise en liberté conditionnelle mais, chaque fois, le ministère de la Justice rejette ses requêtes. La loi sur la présomption d'innocence qui permet à une juridiction régionale de statuer sur les mises en libertés conditionnelles lui permet d'obtenir gain de cause le 26 avril 2001 devant le tribunal régional de Basse-Normandie. Il est libéré le 15 mai 2001. Il est embauché dans l'imprimerie Charles Corlet, dans le Calvados. Il serait sorti de prison avec un pécule de 110 000 francs,.
Aussitôt libre, il contacte divers éditeurs, pour leur proposer un livre de souvenirs. L'un des éditeurs sollicités, Guy Birenbaum, qui travaille alors pour Denoël, refuse cette offre en jugeant que Patrick Henry n'est pas motivé par « une logique de pardon ». En avril 2002, alors qu'il n'est plus physiquement reconnaissable depuis l'époque de son procès, il accorde à Paris Match une interview dans laquelle il apparaît à visage découvert.
Le 26 juin 2002, il est arrêté pour un vol à l'étalage dans une grande surface de bricolage à Mondeville et est condamné, le 22 août 2002 par le tribunal  correctionnel de Caen, à une amende de 2 000 euros.
Le livre de Patrick Henry est finalement accepté par Calmann-Lévy. Il doit initialement s'intituler Vous n'aurez pas à le regretter, reprenant la phrase prononcée par Patrick Henry à la fin de son procès. Sa parution est cependant suspendue à l'automne 2002, après l'arrestation de Patrick Henry pour trafic de stupéfiants. Il sort ensuite sous un nouveau titre, Avez-vous à le regretter ?.

### Retour en prison
Le 6 octobre 2002, vers 1 heure du matin, il est arrêté par la garde civile au péage autoroutier de Sagonte en possession d'un peu moins de 10 kilogrammes de résine de cannabis qu'il avait acheté quelques jours plus tôt au Maroc. Le lendemain, il est inculpé pour « atteinte à la santé publique » et « rébellion » et incarcéré au centre pénitentiaire de Picassent. Le 18 octobre, il est transféré au centre pénitentiaire de Madrid III à Valdemoro en vue de sa comparution devant l'Audience nationale le sursurlendemain dans le cadre de la procédure d'extradition. Extradé le 16 avril 2003, il est placé le jour même en détention au centre pénitentiaire de Caen après avoir été entendu le matin par le procureur de Bobigny Jean-Paul Simonnot et l'après-midi par le juge d'application des peines Michel Lemeur. Le  20 mai, sa liberté conditionnelle est annulée et il retrouve sa condition de condamné à perpétuité. Le 22 juillet, il est condamné par le tribunal correctionnel de Caen à quatre ans de prison, 20 000 euros d'amende et la confiscation de la voiture qu'il a utilisée pour aller au Maroc, ainsi que des 8 228 euros qu'il avait sur lui lors de son interpellation, enfreignant ainsi les conditions de sa liberté conditionnelle. En octobre 2003, la peine est confirmée en appel.
Le 14 novembre 2011, en détention à la maison centrale de Saint-Maur, il entame une grève de la faim pour protester contre le rejet de ses demandes de libération conditionnelle. En 2012, il est transféré au centre de détention de Melun.
Le 11 juillet 2014, le président de la République française François Hollande refuse de gracier Patrick Henry,,,,,.
Le 7 janvier 2016, il obtient une libération conditionnelle sous réserve de l’exécution d’une période de probation prévue jusqu'au 4 août 2017. Le parquet fait appel de cette décision. La procureure, Béatrice Angelelli, justifie cet appel par le fait que le projet d'accompagnement n'est pas assez encadrant. Le 31 mars 2016, jour de ses 63 ans, la Cour d'Appel de Paris rejette la demande de liberté conditionnelle, les juges considérant que Patrick Henry n'a pas montré une volonté réelle de réinsertion.

### Mort
En septembre 2017, Patrick Henry, atteint d'un cancer du poumon, demande sa libération de prison pour raison médicale. Le 15 septembre 2017, il obtient une suspension de peine, après plus de 40 ans de détention. Il meurt le 3 décembre 2017, moins de trois mois après sa sortie de prison.
Il est incinéré quelques jours plus tard. Six personnes assistent à ses obsèques[réf. souhaitée].

## Dans la culture
En 1976, paraît Je suis pour, chanson de Michel Sardou sur l'album La Vieille. Lors d'une entrevue télévisée, Michel Sardou se prononce pour l'application de la peine de mort pour les tueurs d'enfants[réf. à confirmer].
En 1979, le groupe de punk rock les Olivensteins fait parler de lui en composant un morceau sur l'affaire, Patrick Henry est innocent. Ce morceau est publié en album en 2011.
Julien Clerc sort en 1980, alors que la peine de mort n'a pas encore été abolie, la chanson L'Assassin assassiné, composée par lui-même et écrite par Jean-Loup Dabadie, sur son album Sans entracte. Le chanteur évoque l'affaire Patrick Henry, mais plus globalement la peine de mort en elle-même et se prononce contre. Julien Clerc se prononcera lui-même contre la peine de mort au journal télévisé en mars 1980, après avoir assisté à Toulouse au procès de Norbert Garceau — qui y était alors défendu par Robert Badinter après sa condamnation à mort en première instance aux assises du Tarn — estimant qu'on ne peut « répondre à la mort par la mort ».

## Publication
- Patrick Henry, Avez-vous à le regretter ?, Calmann-Lévy, 2002  (ISBN 978-2-7021-3323-1).